# Isaac Kikoin
Isaac Kikoin (rusă Исаак Константинович Кикоин) (28 martie 1908, Žagarė, Lituania, Imperiul Rus – 28 decembrie 1978, Moscova, URSS) a fost un expert sovietic în domeniile fizică atomică și nucleară. A fost decorat cu mai multe premii, inclusiv cu Premiul Stalin, în 1942, 1951, 1953, 1959, 1967, 1980.